# Compaq Portable II
Compaq Portable II је био професионални рачунар фирме Compaq који је почео да се производи у Сједињеним Америчким Државама од 1986. године.
Користио је 80286 као микропроцесор. RAM меморија рачунара је имала капацитет од 640 KB на плочи, до 2,1 MB највише. 
Као оперативни систем кориштен је MS-DOS 3.1.

## Детаљни подаци
Детаљнији подаци о рачунару преносиви рачунар II су дати у табели испод.
|                       |                                                                                  |
| [ 2 ]                 |                                                                                  |
| Произвођач            |                                                                                  |
| Тип                   | професионални рачунар                                                            |
| Меморија              | 640 на плочи, до 2,1 MB                                                          |
| Поријекло             | Сједињене Америчке Државе                                                        |
| Година                | 1986                                                                             |
| Тастатура             | пуни помак тастера, 84-тастера са нумеричком тастатуром и 10 функцијских тастера |
| Процесор              |                                                                                  |
| Фреквенција процесора | 6 или 8                                                                          |
| RAM                   | 640 на плочи, до 2,1 MB                                                          |
| ROM                   | 16 (BIOS)                                                                        |
| Текст                 | 40 или 80 знакова x 25 линија (IBM CGA или монохроматски)                        |
| Графика               | 640 x 200 тачака                                                                 |
| Боја                  | 16 (сиве нијансе уграђеном монитору)                                             |
| Звук                  | уграђени звучник                                                                 |
| Димензије             | 17,7 (ширина) x 13,9 (дубина) x 7,5 (висина) инча / 26 фунти                     |
| Портови               |                                                                                  |
| Оперативни систем     |                                                                                  |